# Kallikratis-Programm

Verwaltungsgliederung Griechenlands nach der Kallikratis-Reform

Kallikratis-Programm (griechisch Πρόγραμμα Καλλικράτης Prógramma Kallikrátis) bezeichnet eine im Jahre 2010 eingeleitete weitgehende Reform der griechischen Verwaltung mit dem Ziel der Kosteneinsparung und des Bürokratie-Abbaus. Die Reform wurde durch das Gesetz 3852/2010 „Neue Architektur der Selbstverwaltung und der dezentralisierten Verwaltung – Programm Kallikratis“ im Mai 2010 legitimiert und trat am 1. Januar 2011 in Kraft.

## Hintergrund
1997 wurde im Gesetz Nr. 2539/1997 mit dem Kapodistrias-Plan eine umfassende Verwaltungsreform verabschiedet. Diese reduzierte unter anderem die Anzahl der Gemeinden von 5775 auf 1033 und schaffte die Provinzen (eparchíes) ab. Nach der Einführung der neuen Verwaltungsgliederung wurde diese als weiter reformbedürftig angesehen. Entwürfe für eine weitere Kommunalverwaltungsreform wurden seit 2005 unter dem Stichwort Kapodistrias 2 diskutiert. Verschiedene Entwürfe sahen eine erneute Reduzierung der Anzahl der Gemeinden auf circa 400 vor.
Nach dem Regierungswechsel im Oktober 2009 wurde die griechische Staatsschuldenkrise offenbar und machte die Dringlichkeit der Reform deutlich. Die Problematik der Aufblähung des Öffentlichen Dienstes, der Ineffizienz der griechischen Verwaltung und der Notwendigkeit von Sparmaßnahmen wurden der Öffentlichkeit bewusst gemacht. Der Internationale Währungsfonds und die von der Regierung Papandreou um finanzielle Hilfe gebetenen EU-Länder machten ihre Unterstützung von ernstlichen und tiefgreifenden Einsparungen und Reformen abhängig.

## Eckpunkte der Reform
Die nach Kallikrates, dem Baumeister der Akropolis, benannte Reform sah vor, dass die derzeit fünf Verwaltungsebenen auf drei verringert werden. Gleichzeitig sollten tausende staatliche Träger abgeschafft oder zusammengelegt werden.
- Die Anzahl von 1034 Gemeinden wurde auf 325 verringert. Mit Ausnahme von Kreta und Euböa hat jede Insel nur eine Gemeindeverwaltung.
- An die Stelle der ehemals 54 Präfekturen traten 13 autonom verwaltete Regionen mit einem gewählten Präsidenten. Die ehemals 13 Verwaltungsregionen wurden dagegen durch sieben Verwaltungsdirektionen mit einem von der Regierung ernannten Leiter ersetzt.
- Die Zahl der Verwaltungsstellen der Gemeindebezirke und kommunalen Unternehmen wurde von 6000 auf 2000 reduziert.[4]
- Die Zahl der gewählten Repräsentanten wurde halbiert. So wurden die – zu 80 % bezahlten – Stellen der Bürgermeister, Präfekten und Präfektur-Berater von 50.000 auf 25.000 reduziert. So sollten 60 % der Gehaltskosten von 914 Bürgermeistern, 120 Ortsvorstehern, 57 Präfekten, 195 Vize-Präfekten, 1496 Präfekturräten und 703 Regionalräten eingespart werden.[5]
- Medienberichten zufolge waren von der Kallikratis-Reform 200.000 Angestellte betroffen.[6]
- Das Kallikratis-Programm sollte jährliche Einsparungen in Höhe von 1,8 Milliarden Euro bringen.

## Gesetzgebungsverfahren
Der Kallikratis-Plan wurde am 28. April 2010 vom Ministerrat verabschiedet und anschließend vom Minister für Inneres, Dezentralisierung und E-Government Giannis Ragousis der Öffentlichkeit vorgestellt.

„Der Plan signalisiert das Ende einer Ära für den am meisten zentralisierten Staat Europas und den Beginn eines neuen Kurses… Es gibt jetzt ein allgemeines Bewusstsein, dass der verschwenderische, klientelorientierte, zentralisierte und ineffiziente Staat die Ursache des griechischen Problems ist, wie wir es heute erleben“

Der Gesetzesentwurf wurde dem griechischen Parlament am 21. Mai 2010 vorgelegt und am 27. Mai 2010 verabschiedet.
Die Reform ist am 1. Januar 2011 in Kraft getreten; den Kommunalwahlen am 7. und 14. November 2010 lag bereits die neue Verwaltungsgliederung zugrunde.

## Änderungen der Gebietskörperschaften durch das Kallikratis-Programm (Übersicht)
| | Frühere Verwaltungsgliederung | Verwaltungsgliederung nach dem Kallikratis-Programm |
| --- | --- | --- |
| Gemeinde (Δήμος Dimos)                                                                                      | - Lokale, (kommunale) Verwaltungsebene. - Insgesamt 914 Gemeinden (δήμοι dimi) und 120 Landgemeinden (κοινότητες kinotites). Die meisten waren 1997 aus dem „Kapodistrias-Programm“ hervorgegangen. - Aufgeteilt in Gemeindebezirke (δημοτικά διαμερίσματα dimotika diamerismata); zuvor eigenständige Gemeinden wählen als Gemeinschaften (Einzahl κοινότητα kinotita) eigene Ortsvertreter.                  | - Lokale, (kommunale) Verwaltungsebene. - Reduzierung auf 325 Gemeinden durch freiwillige oder erzwungene Zusammenschlüsse. - Teilweise Übernahme der Zuständigkeiten der Präfekturen. - Die Gemeinden sind aufgeteilt in Gemeindebezirke (δημοτικές ενότητες dimotikes enotites), deren Gebiete identisch mit den alten Gemeinden sind. Die Gemeindebezirke wiederum gliedern sich je nach Einwohnerzahl in Lokalverwaltungen (Einzahl τοπική κοινοτιτα topiki kinotita), im ländlichen Raum im Sinne Ortsgemeinschaften, bzw. Stadtbezirke (Einzahl δημοτική κοινότητα dimotiki kinotita), die jeweils den alten Gemeindebezirken entsprechen und örtliche Vertreter wählen. |
| Präfektur (Νομαρχία Nomarchie)                                                                              | - Regionale, zweite Verwaltungsebene mit Selbstverwaltung. - Insgesamt 3 Überpräfekturen und 54 Präfekturen. Aufteilung des Landes in Präfekturen, Attika in Präfekturbezirke. | - Abgeschafft. Die bisherigen Präfekturen werden als lediglich unselbstständige Regionalbezirke (Einzahl περιφερειακή ενότητα periferiaki enotita) geführt. |
| Region (Περιφέρεια Periferia)                                                                               | - Regionale, dritte Verwaltungsebene ohne Selbstverwaltung - Insgesamt 13 Verwaltungsregionen (Einzahl διοικιτική περιφέρεια diikitiki periferia) - Zuständig für die Koordination und die Rechtsaufsicht über die lokalen Behörden sowie die Umsetzung der staatlichen Politik auf regionaler Ebene. - Der Generalsekretär der Region (γενικός γραμματέας genikos grammateas) wird von der Regierung ernannt. | - Regionale, zweite Verwaltungsebene mit Selbstverwaltung. Teilweise Übernahme der Zuständigkeiten der Präfekturen. - 13 Regionen (Einzahl Περιφέρεια Periferia) in den gleichen geographischen Grenzen wie die vorherigen Verwaltungsregionen - Gewählter Gouverneur (περιφερειάρχης periferiarchis) und Regionalrat. |
| 7 Verwaltungsdirektionen (Einzahl Αποκεντρωμένη Διοίκηση Apokendromeni Diikisi, deutsch Dezentrale Behörde) | Gab es nicht. | - Insgesamt 7: - Attika, Sitz in Athen - Thessalien/Mittelgriechenland, Sitz in Larisa - Epirus/Westmakedonien, Sitz in Ioannina - Peloponnes, Westgriechenland und Ionisches Meer, Sitz in Patras - Ägäis, Sitz in Piräus - Kreta, Sitz in Iraklio - Makedonien/Thrakien, Sitz in Thessaloniki - Ihr Leiter (Generalsekretär) wird von der Regierung ernannt. - Übernehmen im Wesentlichen die Zuständigkeiten der alten Regionen. |
| Kommunale Unternehmen                                                                                       | Rund 6.000 Unternehmen und juristische Personen der Gemeinden. | Reduziert auf etwa 2.000 durch Zusammenschlüsse oder Auflösungen. |
| Kommunale Finanzen                                                                                          | Mittel aus dem Staatshaushalt, europäischen Programmen, kommunalen Steuern, Eigenmittel (z. B. durch kommunale Unternehmen, Strandbewirtschaftung, Steinbrüche etc.) | Wie bisher. Hinzu kommen Anteile an den staatlichen Steuern (Mehrwertsteuer, Einkommensteuer, Grundsteuer) |
| Kommunalwahlen                                                                                              | Alle 4 Jahre im Oktober. Wenn der Erste nicht 42 % der Stimmen erhält, erfolgt am darauf folgenden Sonntag eine Stichwahl zwischen den beiden Führenden. | Alle 5 Jahre im Juni, gleichzeitig mit den Wahlen zum Europäischen Parlament (mit Ausnahme der Wahl 2010). Erforderlich ist die absolute Mehrheit. Wird sie nicht erreicht, erfolgt am darauf folgenden Sonntag eine Stichwahl zwischen den beiden Führenden. |

## Reaktionen
Die Zeitung Adesmevtos Typos titelte im April 2010, der Kallikratis-Plan „provoziert einen Bürgerkrieg“.
Der Bürgermeister der Gemeinde Elliniko im Süden Athens trat im April 2010 aus Protest gegen den Plan in den Hungerstreik.
Am 3. Mai 2010 streikten und demonstrierten Kommunalangestellte aus Protest gegen das Reformvorhaben.
Während der Beratung des Parlaments über den Gesetzentwurf demonstrierten Ende Mai 2010 zahlreiche Gemeindeangestellte und Bürgermeister vor dem Parlamentsgebäude.
Wissenschaftliche Untersuchungen zweifelten 2011, ob die Verwaltungsreform vor dem Hintergrund der Finanz- und Staatsschuldenkrise in Europa und speziell in Griechenland erfolgreich umgesetzt werden kann. Die neue dezentrale Ausrichtung der Verwaltung sowie die implizite Umgestaltung der Zuständigkeiten erfordern Bereitschaft zur Veränderung von allen Beteiligten. Beispielsweise muss neues Wissen um die neuen Strukturen vermittelt und angenommen werden. Die Angestellten bzw. die Beamten müssen gegebenenfalls bereit sein, an einen anderen Ort umzuziehen (Mobilität). Die Angestellten bzw. Beamten waren von  Gehaltskürzungen, Zwangsversetzungen und personellen Umstrukturierungen betroffen. Vielen drohte die Entlassung.

## Korrekturen
Fünf Großgemeinden wurden 2019 wieder zu kleineren Gemeinden aufgelöst (Korfu, Kefalonia, Lesbos, Samos und Servia-Velvendo). Insbesondere in ländlichen Gegenden hatte sich das Konzept der Großgemeinde trotz lokaler Ortsteilbüros nicht bewährt.